# JR Shikoku série 8600
La série 8600 (8600系, 8600-kei) est un type de rame automotrice exploitée par la compagnie Shikoku Railway Company (JR Shikoku).

## Description
Les rames sont composées de 2 caisses (4 rames) ou 3 caisses (3 rames) fabriquées par Kawasaki Heavy Industries.
À l'intérieur, les sièges sont en disposition 2+2 en classe standard et 2+1 en Green car (première classe).
La livrée extérieure orange et verte évoque les mandarines satsuma qui poussent dans la région traversée par le train. La face avant est ronde et noire afin d'évoquer une locomotive à vapeur.

## Histoire
La série 8600 a été annoncée par la JR Shikoku en 2013  pour remplacer les anciens modèles diesel série 2000 sur les lignes électrifiées. Les premières rames entrent en service le 23 juin 2014.

## Affectation
Les rames de la série 8600 assurent les services Limited express suivants :
- Shiokaze entre Okayama et Matsuyama,
- Ishizuchi entre Takamatsu et Matsuyama.

## Galerie photos

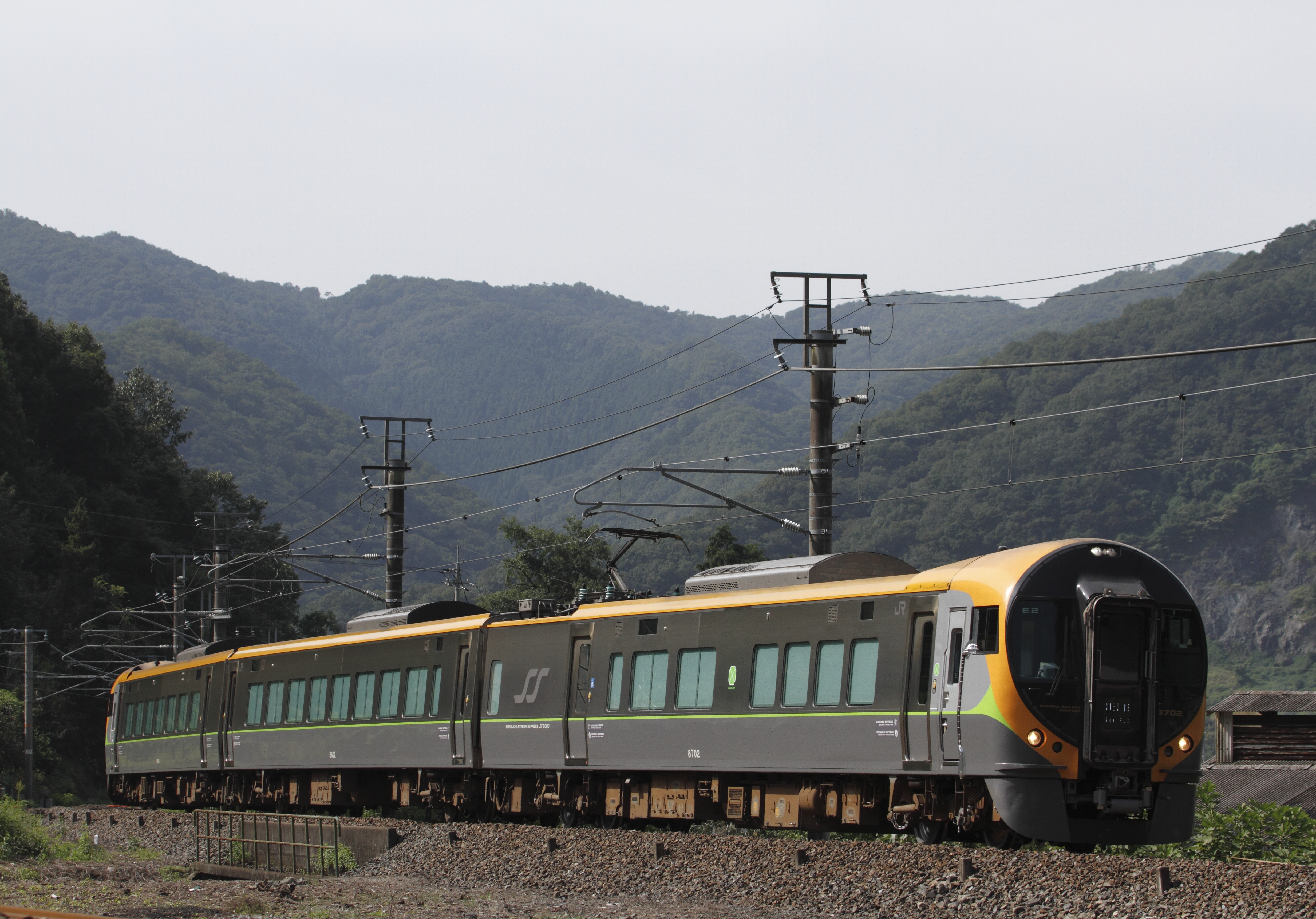
Rame à 3 caisses
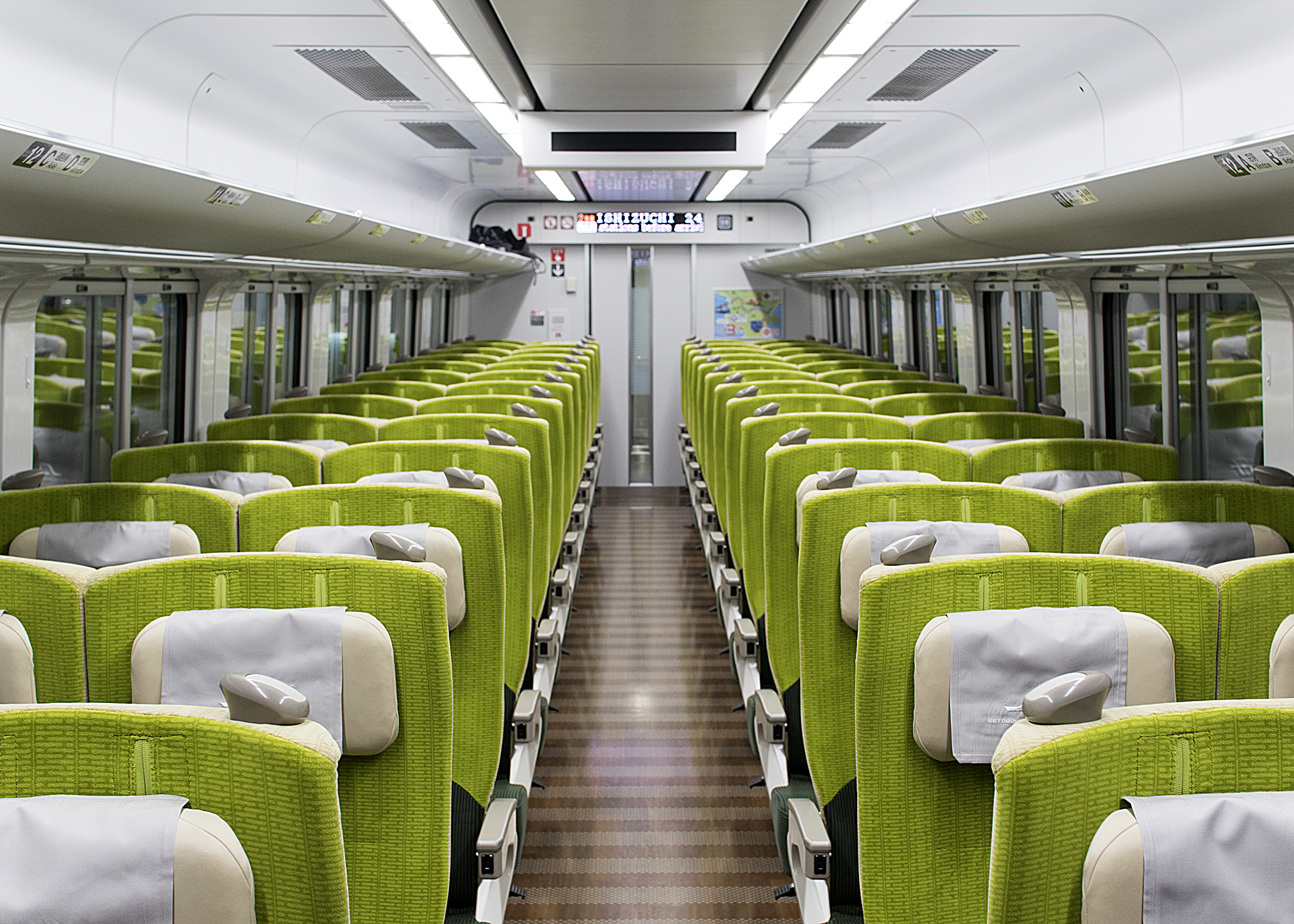
Classe standard